# Revolución de la nieve
La Revolución de la nieve (en osetio: Ихы революци, romanizado: Ihy revolûci) fue una serie de protestas y disturbios masivos en la no reconocida Osetia del Sur en 2011. El motivo fue la anulación por parte del Tribunal Supremo de los resultados de las elecciones presidenciales, que ganó la candidata de la oposición Alla Dzhioeva.
Al final, los manifestantes no lograron que se anulara la decisión del tribunal. Pero el presidente Eduard Kokoity dimitió y a Alla se le permitió participar en las próximas elecciones, pero ella se negó.

## Desarrollo

### 13-27 de noviembre
Se están celebrando dos rondas de elecciones presidenciales. La candidata de la oposición Alla Dzhioeva gana con un resultado del 57,95%.

### 28-29 de noviembre
El presidente del Tribunal Supremo, Atsamaz Bichenov, afirmó que el Tribunal Supremo prohibió a la Comisión Electoral Central anunciar los resultados de la votación, tras recibir una queja del partido Unidad de Bilibov sobre las acciones de los partidarios de Dzhioeva. La Comisión Electoral Central anunció los resultados preliminares de la votación, según los cuales Dzhioeva recibió más del 56% de los votos. El presidente del Tribunal Supremo, Atsamaz Bichenov, afirmó que el Tribunal Supremo de Osetia del Sur decidió declarar inválidas las elecciones celebradas el 27 de noviembre.

### 30 de noviembre
Dzhioeva apoyó las protestas y condenó al gobierno. Declaró que la decisión del tribunal era ilegal y se proclamó presidenta, comenzando a formar un nuevo gobierno.

### 1-3 de diciembre
Las protestas van en aumento, aparece un campamento de tiendas de campaña cerca del edificio del gobierno. Ahora las protestas son continuas y las 24 horas del día. La oposición exige la dimisión del actual presidente y del gobierno. La toma de posesión de Dzhioeva está prevista para el 10 de diciembre.

### 6 de diciembre
Pogromos. El Tribunal Supremo examinó el recurso de Dzhioeva contra la decisión del 29 de noviembre y lo dejó sin satisfacción.

### 9 de diciembre
Kokoity y Dzhioeva firman un acuerdo sobre la salida de los manifestantes de la plaza de Tsjinvali, la dimisión de Kokoity, la celebración de elecciones el 25 de marzo y el derecho de Dzhioeva a participar en ellas, el desempeño provisional de las funciones de presidente por parte del primer ministro Brovtsev, así como la presentación al parlamento de la dimisión del fiscal general y del presidente del Tribunal Supremo. El parlamento no apoyó la dimisión del fiscal general y del presidente del Tribunal Supremo de la república, amenazando con alterar el acuerdo alcanzado por mediación del representante ruso. Dzhioeva afirmó que en este caso podría retirar su firma del acuerdo. Después de esto, su oficina fue registrada y fue hospitalizada tras ser golpeada con la culata de un rifle.

### 10 de diciembre
Eduard Kokoity dimitió. Hasta las nuevas elecciones previstas para el 25 de marzo de 2012, el primer ministro de Osetia del Sur, Vadim Brovtsev, asumió como presidente en funciones. El primer día de su reinado acusó a Alla Dzhioeva de que el intento de proclamarse presidenta contra la voluntad de la corte era un intento de golpe de Estado.

## Consecuencias
Después de las nuevas elecciones, el nuevo presidente Leonid Tibilov nombró a Alla Dzhioeva jefa del parlamento y vice primera ministra.